# Axel Hartmann (Diplomat)
Axel Hartmann (* 4. Juli 1948 in Bad Sachsa) ist ein deutscher Diplomat. Er war von 2009 bis 2013 Botschafter der Bundesrepublik Deutschland in der Slowakei mit Sitz in Bratislava (Pressburg). Von 2014 bis 2018 war er Bürgermeister seiner Heimatstadt Bad Sachsa.

## Ausbildung und wissenschaftliche Tätigkeit
Sein Abitur machte Hartmann 1967 am Pädagogium Bad Sachsa. Nach dem Studium der Staats- und Rechtswissenschaften an den Universitäten in Göttingen und Würzburg, das er 1972 mit dem Staatsexamen und der Promotion zum Dr. iur. (1976) abschloss, arbeitete er von 1973 bis 1978 als Wissenschaftlicher Assistent und Lehrbeauftragter für Staats- und Völkerrecht an der Universität Würzburg.
1978 wurde er Referent für Deutschland- und Sicherheitspolitik in der Bundesgeschäftsstelle der CDU in Bonn und Mitarbeiter des späteren Bundesministers für Verteidigung und NATO-Generalsekretärs Manfred Wörner.

## Auswärtiges Amt
Im Jahr 1980 trat er in den Auswärtigen Dienst ein. Es folgten Verwendungen im Auswärtigen Amt in der Abteilung für Abrüstung und Rüstungskontrolle (NATO-Doppelbeschluss) und an der Botschaft Budapest von 1982 bis 1985 als Leiter der Rechts- und Konsularabteilung (Zufluchtsproblematik Deutscher aus der DDR) sowie von 1985 bis 1987 an der Ständigen Vertretung der Bundesrepublik Deutschland bei der NATO in Brüssel (nukleare Abrüstung, SDI-Space-Defence-Initiative, Nukleare Planungsgruppe).

## Bundeskanzleramt
1987 wurde Hartmann in die außenpolitische Abteilung des Bundeskanzleramts versetzt und war Referent für bilaterale Beziehungen zu den Warschauer-Pakt-Staaten und den KSZE-Prozess im Osteuropareferat und Mitarbeiter des Ministerialdirektors Horst Teltschik. Von 1989 bis 1991 war er im Leitungsbereich des Bundeskanzleramtes als stellvertretender Leiter des Ministerbüros beim Chef des Bundeskanzleramts, Bundesminister Rudolf Seiters (Zusammenbruch der DDR, Gestaltung der Deutschen Einheit).

## Freistaat Thüringen
1991 wechselte Hartmann in den Dienst des Freistaats Thüringen und war maßgeblich am Aufbau der Vertretung des Freistaates Thüringen beim Bund in Bonn bzw. später – ab 1999 – in Berlin beteiligt. Von 1994 bis 2006 war er als Ministerialdirigent Amtschef/Dienststellenleiter der Landesvertretung und zuständig für die Kontaktpflege zu den Organen des Bundes und die Koordinierung des Abstimmungsverhaltens im Bundesrat.
Während dieser Zeit war er auch KSZE- bzw. OSZE-Beauftragter der Bundesländer (1992 bis 2006), Vorsitzender der Deutsch-Polnischen Regierungskommission, Ausschuss für interregionale Zusammenarbeit (1994 bis 2006) sowie Geschäftsführender Vorstand der Deutsch-Ungarischen Gesellschaft (2001 bis 2006).

## Rückkehr in den Auswärtigen Dienst
Von 2006 bis 2009 war Hartmann Generalkonsul der Bundesrepublik Deutschland für Norditalien und die Republik San Marino mit Sitz in Mailand. Zwischen 2009 und seiner Pensionierung im Juli 2013 war er außerordentlicher und bevollmächtigter Botschafter der Bundesrepublik Deutschland in der Slowakischen Republik mit Sitz in Bratislava (Pressburg).

## Bürgermeister Bad Sachsa
Am 13. Juli 2014 wurde Hartmann mit 72 % als CDU-Kandidat zum Bürgermeister der niedersächsischen Stadt Bad Sachsa gewählt. Die Amtszeit beträgt acht Jahre.
Hartmann legte sein Amt zum 31. März 2018 aus gesundheitlichen Gründen nieder und hat seinen Lebensmittelpunkt wieder nach Bratislava verlegt.

## Konsularbeamter in Budapest
Hartmann half in den 1980er Jahren als Leiter der Konsularabteilung der Botschaft der Bundesrepublik in Budapest ca. 1000 DDR-Bürgern, die im Botschaftsgebäude Asyl suchten, bei der Flucht in den Westen. Dabei bediente er sich teilweise unkonventioneller Methoden. Er stellte westdeutsche Pässe aus, verhandelte über Freikäufe von Ausreisewilligen und versorgte Flüchtlinge mit Informationen über die Grenzanlagen zwischen Ungarn und Österreich. Wegen seiner Aktivitäten geriet er in das Visier des Ministerium für Staatssicherheit (MfS). 1985 verließ er Ungarn. Seine Stasiakte war 2005 Handlungsrahmen eines am Originalschauplatz Budapest gedrehten Doku-Films über Fluchtgeschichten in Ungarn und Freikäufe von DDR-Flüchtlingen.

## Auszeichnungen
- 27. Juni 2013 Verdienstmedaille der Slowakischen Republik[4]
- 1. September 2014 Verleihung der Ehrendoktorwürde (Dr. h. c.) der European University Belgrad/Wien in der Festhalle der Technischen Universität Wien am Karlsplatz
- 29. Oktober 2014 Ehrenbürger der Stadt Kezmarok (Käsmark), Slowakische Republik
- 27. November 2014 Ungarischer Verdienstorden (Offizierskreuz) der Republik Ungarn[5]